# 札德魯加
札德魯加（西里爾字母：задруга）為一種南部斯拉夫民族歷史上存在過的鄉村共同體。札德魯加還曾被南斯拉夫共產黨用來命名二次大戰後成立的集體農場。起初一個札德魯加主要由一個宗族或一個有親戚關係的家庭組成，札德魯加的成員會共享財產、牲畜、金錢，且通常由最年長的成員（族長）發號施令。有時這項權利會移轉給他的長子。由於札德魯加是建立於父系制度之上，所以當一個女孩結婚後，她就會離開她娘家的札德魯加，而加入其丈夫的札德魯加。在札德魯加中，每個成員都必須工作以滿足其他成員的需求。在19世紀末，札德魯加走向了衰亡，最大的札德魯加分裂為小的札德魯加，或是變成村莊。但札德魯加依舊持續的影響巴爾幹人的生活，至今南部斯拉夫人往往很注重家庭生活，這可以部分歸結於好幾個世紀以來札德魯夫的影響。許多現代的南斯拉夫村莊的根源來自札德魯夫，其中許多是以創建者的名字來命名。可以由某些字尾來辨認發源自札德魯加的村莊，例如-ivci，-evci，-ovci，-inci，-ci，-ane，-ene。